# جسم عظم الفخذ
جسم عظم الفخذ (بالإنجليزية: Body of femur)‏ اسطواني الشكل تقريبًا. متقوس قليلًا، بحيث تكون محدبة في الجبهة، ومقعرة في الوراء، حيث يتم تعزيزه من قبل الحرف الطولانية البارزة، للخط الخشن الفخذي.